# Parepisparis pallidus
Parepisparis pallidus är en fjärilsart som beskrevs av Malcolm J. Scoble och Edwards. Parepisparis pallidus ingår i släktet Parepisparis och familjen mätare. Inga underarter finns listade i Catalogue of Life.